# Nédonchel
Nédonchel  ist eine französische Gemeinde mit 347 Einwohnern (Stand 1. Januar 2022) im Département Pas-de-Calais in der Region Hauts-de-France. Sie gehört zum Arrondissement Arras und zum Kanton Saint-Pol-sur-Ternoise.

## Geographie
Nachbargemeinden von Nédonchel sind Auchy-au-Bois im Nordosten, Nédon im Osten, Fiefs im Südwesten, Fontaine-lès-Hermans im Westen, sowie Westrehem im Nordwesten.

## Bevölkerungsentwicklung
| Jahr      | 1962 | 1968 | 1975 | 1982 | 1990 | 1999 | 2011 |
| Einwohner | 367  | 336  | 291  | 239  | 228  | 210  | 240  |

## Sehenswürdigkeiten

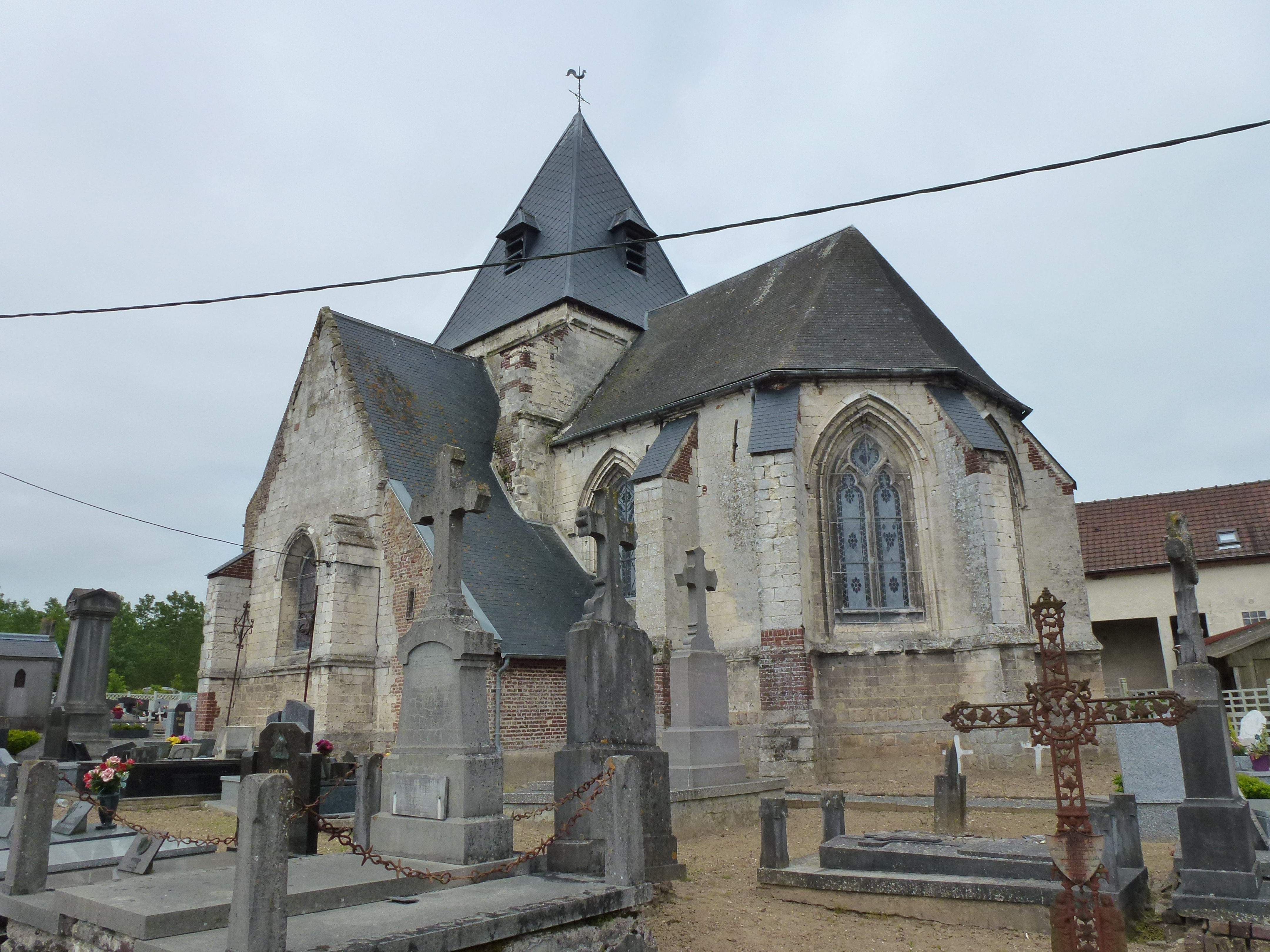
Kirche Saint-Menne

- Kirche Saint-Menne mit einer als Monument historique klassifizierten Monstranz